# Dennis Viollet
Dennis Viollet (ur. 20 września 1933, zm. 6 marca 1999) – angielski piłkarz, reprezentant Anglii. Występował głównie w Manchesterze United.

## Życiorys

### Kariera
Dołączył do Manchesteru United 1 września 1949 roku. Przeszedł przez różne szczeble juniorskie zanim wszedł do pierwszego składu w 1950 roku. Swój pierwszy mecz dla klubu rozegrał z Newcastle United 11 kwietnia 1953. Jest on powszechnie uważany za jednego z najbardziej niedocenianych napastników wszech czasów.
Razem z Tommym Taylorem tworzył drużynę sir Matta Busby’ego w 1950 roku. Ocalał z katastrofy lotniczej w Monachium. Dennis miał duży udział w dwóch mistrzostwach, które zostały zdobyte przez United w 1956 i 1957. Strzelił 178 goli w 291 grach dla United. Był piorunująco szybkim graczem, który w połączeniu z wysokim Taylorem tworzył piekielnie silny atak. Po katastrofie lotniczej w Monachium, Dennis udowodnił swoją wartość przez strzelenie 32 bramek w 36 meczach w 1960, ustanawiając tym samym rekord klubu. To właśnie podczas tego sezonu i następnego, zaliczył dwa występy w angielskiej kadrze, przegranym z Węgrami i zwycięskim z Luksemburgiem, w którym strzelił jedną bramkę.
W 1962 roku Matt Busby niespodziewanie sprzedał 28-letniego Violleta do Stoke City za 25 tysięcy funtów po tym, jak zaliczył 179 goli w 293 występach na Old Trafford. Dołączył do zespołu odbudowywanego przez Tony’ego Waddingtona, zawierającego doświadczonych graczy, takich jak Stanley Matthews i Jackie Mudie, a także wschodzące talenty brytyjskiej piłki, jak John Ritchie, i Eric Skeels. Chociaż przychodził do Stoke jako napastnik, większość występów zaliczył jako pomocnik. Podczas pobytu w Stoke zdobył mistrzostwo Second Division w sezonie 1962/63 oraz Puchar Ligi w 1964 roku, strzelając bramkę w drugim meczu finałowym z Leicester City. W Stoke zaliczył 207 występów (jeden jako zmiennik) i strzelił 66 goli. Otrzymał wyróżnienie tuż przed jego przejściem na emeryturę w 1967 roku.
Wkrótce po opuszczeniu Victoria Ground, postanowił wznowić karierę w drużynie NASL Baltimore Bays w Stanach Zjednoczonych na jeden sezon. Po powrocie do Wielkiej Brytanii, grał dla Witton Albion, przed skończeniem kariery w Linfield jako grający menedżer, prowadząc drużynę do wygranej w Pucharze Irlandii w piłce nożnej w 1970 roku.

## Życie prywatne
Jego córka Rachel, została numerem jeden brytyjskich tenisistek, kiedy w roku 1996 dotarła do drugiej rundy Wimbledonu. Natomiast w 2002 odpadła w pierwszej rundzie. W swojej karierze wygrała jeden turniej w singlu z cyklu ITF i jeden deblowy.

## Sukcesy
- Mistrzostwo Anglii (1956, 1957)